# 愛の家〜泣き虫サトと7人の子〜
『愛の家〜泣き虫サトと7人の子〜』（あいのいえ なきむしサトとしちにんのこ）は、NHK総合テレビの『月曜ドラマシリーズ』で2003年8月25日から同年9月22日に放送されたテレビドラマである。
劇中、主演の大地真央は歌も披露した。

## キャスト
- 五十嵐サト：大地真央
- 中里友也：吉田栄作
- 吉田英樹：鈴木一真
- 小寺透：菊池均也
- 清水エリ：大平奈津美
- 紅木誠：北村栄基
- 上島昭：羽場裕一
- 上島真子：福田麻由子
- 井上：山路和弘
- 野田紹子：宮崎美子
- 野田未花：大後寿々花
- 杉山良男：長塚京三
- 清水ミチ：高畑淳子

## 主題歌
- 「七色の翼」大地真央

## スタッフ
- 脚本：矢島正雄
- 音楽：渡辺雄一
- 制作統括：加賀田透、木田幸紀
- プロデュース：小松昌代
- 演出：岡崎栄、久保田充

## エピソード
| 話数 | サブタイトル   | 放送日         |
| ---- | -------------- | -------------- |
| 1    | 引き離されても | 2003年 8月25日 |
| 2    | 純粋な愛情     | 9月1日         |
| 3    | 幸福のかたち   | 9月8日         |
| 4    | 懐かしい思い   | 9月15日        |
| 5    | 翼のある家族   | 9月22日        |